# Xã Bruce, Quận Benton, Iowa
Xã Bruce (tiếng Anh: Bruce Township) là một xã thuộc quận Benton, tiểu bang Iowa, Hoa Kỳ. Năm 2010, dân số của xã này là 317 người.